# Mosbach (Spalt)
Mosbach ([ˈmoːsˌbax] ⓘ, fränkisch: Mouschba) ist ein Gemeindeteil der Stadt Spalt im Landkreis Roth (Mittelfranken, Bayern). Die Gemarkung Mosbach hat eine Fläche von 11,070 km². Sie ist in 1219 Flurstücke aufgeteilt, die eine durchschnittliche Fläche von 9081,49 m² haben. In ihr liegen neben dem namensgebenden Ort die Gemeindeteile Engelhof, Güsseldorf und Massendorf.

## Geografische Lage
Durch das Dorf fließt der Mosbach, der einen kleinen Weiher westlich der Ortschaft speist. 0,5 km südöstlich befindet sich der Hörlberg (448 m ü. NHN) im Waldgebiet Löwenhof, eine Erhebung des Spalter Hügellandes. Im Norden grenzen die Flurgebiete Im Bühl und Dornet an, 0,5 km westlich liegen die Waldgebiete Bei den Sieben Brunnen und Lug.
Die Kreisstraße RH 6 führt nach Güsseldorf (2 km westlich) bzw. nach Hauslach (2,2 km östlich). Eine Gemeindeverbindungsstraße führt nach Wasserzell zur Staatsstraße 2223 (2 km südwestlich), eine weitere führt zur Hügelmühle ebenfalls zur St 2223 (1,8 km südlich), eine weitere nach Obersteinbach ob Gmünd zur Kreisstraße RH 9 (3,5 km nordwestlich).

## Geschichte
Der Ort wurde 1294 als „Mospach“ erstmals urkundlich erwähnt, als der Eichstätter Bischof Reinboto von Meilenhart mit dem Regensburger Bischof Heinrich II. von Rotteneck u. a. dieses Dorf tauschte. Zuvor hatte die Burggrafschaft Nürnberg diese Orte vom Regensburger Bischof zu Lehen bekommen. Das Bestimmungswort des ursprünglichen Gewässernamens ist muos (mhd. für Moor, Sumpf).
Laut dem eichstättischen Salbuch von 1407 gab es in Mosbach 15 Anwesen, von denen 13 eichstättisch waren. 1412 erwarb das Kloster Heilsbronn ein Gütlein, 1437 noch einen Hof und einen Weiher. 1671 gab es im Ort 14 Anwesen, von denen 11 dem Kastenamt Spalt, 2 dem Spitalamt Heilig Geist der Reichsstadt Nürnberg und 1 Anwesen dem Klosterverwalteramt Heilsbronn unterstanden.
Gegen Ende des 18. Jahrhunderts gab es in Mosbach 15 Anwesen. Das Hochgericht übte das eichstättische Pflegamt Wernfels-Spalt aus. Die Dorf- und Gemeindeherrschaft hatte das Kastenamt Spalt. Grundherren waren das Kastenamt Spalt (4 Ganzhöfe, 1 Ganzhof mit Gastwirtschaft, 3 Dreiviertelhöfe, 1 Halbhof, 1 Halbhof mit Gastwirtschaft, 1 Gütlein, 1 Gütlein mit Schmiede), das Spitalamt Heilig Geist der Reichsstadt Nürnberg (1 Ganzhof, 1 Köblergut) und das Klosterverwalteramt Heilsbronn (1 Halbhof). Neben den Anwesen gab es kommunale Gebäude (Schmiede, Hirtenhaus). Im Jahre 1801 hatte sich an diesen Verhältnissen nichts geändert. Haupterwerbsquelle war der Hopfenanbau.
1802 kam das Pflegamt Wernfels-Spalt und damit auch Moosbach zum Herzogtum Bayern, 1803 durch den Hauptlandesvergleich kurzzeitig zum Königreich Preußen, 1806 schließlich zum Königreich Bayern. Im Rahmen des Gemeindeedikts wurde 1808 der Steuerdistrikt Mosbach gebildet, zu dem Engelhof, Güsseldorf, Hügelmühle und Massendorf gehörten. 1811 entstand die Ruralgemeinde Moosbach, die – mit Ausnahme der Hügelmühle – deckungsgleich mit dem Steuerdistrikt war. Sie war in Verwaltung und Gerichtsbarkeit dem Landgericht Pleinfeld (1858 in Landgericht Roth umbenannt) zugewiesen und in der Finanzverwaltung dem Rentamt Spalt (1919–1932: Finanzamt Spalt, seit 1932: Finanzamt Schwabach). Ab 1862 gehörte Moosbach zum Bezirksamt Schwabach (1939 in Landkreis Schwabach umbenannt). Die Gerichtsbarkeit blieb beim Landgericht Roth (1879 in Amtsgericht Roth umbenannt), seit 1970 ist das Amtsgericht Schwabach zuständig. 1903 wurde der Ort in Mosbach umbenannt. Die Gemeinde hatte 1964 eine Gebietsfläche von 11,113 km².
Im Zuge der Gebietsreform in Bayern wurde Mosbach am 1. Mai 1978 nach Spalt eingemeindet.

### Baudenkmäler
In Mosbach gibt es 16 Baudenkmäler:
- Dorfensemble
- Diverse Bauernhäuser und dazugehöriger Scheunen
- Katholische Dorfkapelle
- Bildstöcke
- Flurkreuz, Wegkreuz

### Einwohnerentwicklung
Gemeinde Mosbach
| Jahr      | 1818   | 1840   | 1852   | 1855   | 1861   | 1867   | 1871   | 1875   | 1880   | 1885   | 1890   | 1895   | 1900   | 1905   | 1910   | 1919   | 1925   | 1933   | 1939   | 1946   | 1950   | 1952   | 1961   | 1970   |
| Einwohner | 272    | 309    | 306    | 316    | 320    | 326    | 302    | 330    | 352    | 366    | 345    | 310    | 305    | 277    | 301    | 324    | 290    | 281    | 281    | 358    | 373    | 347    | 297    | 282    |
| Häuser    | 49     | 47     |        |        |        |        | 46     |        |        | 57     | 57     |        | 56     |        |        |        | 51     |        |        |        | 53     |        | 52     |        |
| Quelle    | [ 21 ] | [ 22 ] | [ 15 ] | [ 15 ] | [ 23 ] | [ 24 ] | [ 25 ] | [ 26 ] | [ 27 ] | [ 28 ] | [ 29 ] | [ 15 ] | [ 30 ] | [ 15 ] | [ 31 ] | [ 15 ] | [ 32 ] | [ 15 ] | [ 15 ] | [ 15 ] | [ 33 ] | [ 15 ] | [ 16 ] | [ 34 ] |

Ort Mosbach
| Jahr      | 001818 | 001840 | 001861 | 001871 | 001885 | 001900 | 001925 | 001950 | 001961 | 001970 | 001987 | 002015 | 002023 |
| Einwohner | 123    | 149    | 162    | 153    | 181    | 146    | 141    | 188    | 156    | 135    | 102    | 82     | 75     |
| Häuser    | 22     | 21     |        |        | 26     | 26     | 23     | 24     | 24     |        | 25     |        |        |
| Quelle    | [ 21 ] | [ 22 ] | [ 23 ] | [ 25 ] | [ 28 ] | [ 30 ] | [ 32 ] | [ 33 ] | [ 16 ] | [ 34 ] | [ 35 ] | [ 1 ]  | [ 1 ]  |

## Religion
Der Ort ist römisch-katholisch geprägt und bis heute nach St. Emmeram (Spalt) gepfarrt. Die Einwohner evangelisch-lutherischer Konfession sind nach St. Christophorus (Spalt) gepfarrt.